# 郭祚
郭祚（449年—515年），表字季祐，太原郡晋阳县（今山西省太原市）人。魏宣武帝时尚书右仆射，漢末曹魏名將郭淮弟弟郭亮七世孫。

## 生平
父亲郭洪之，坐司徒崔浩国史之狱被杀。郭祚年少孤贫，涉猎经史，弱冠时为州主簿。魏孝文帝初年，举秀才，对策上第，拜中书博士，后任尚书左丞。他博学多能，勤于职守。历任散骑常侍、刺史等职。孝文帝迁都洛阳，郭祚受孝文帝赏识，以工于文学受到孝文帝的亲接礼遇。孝文帝经常招他讲论义理，以及密议政事，任命他为黄门侍郎。与黄门宋弁等出谋献策，参谋帷幄，参定朝典。太和二十三年（499年）从孝文帝南征攻南齐，拜尚书，进爵东光伯。魏宣武帝时，郭祚出任青州刺史时，每逢不丰收之时，郭祚开仓赈恤。侍中郭祚兼任吏部尚书。他清廉公正，办事谨慎，量才授官，士人钦服。重惜官位，每次诠选授官，虽然发现有合适人选，一定还要反复考虑很久，然后才下笔签署，因此人们对他多有怨心，但是经他所录用的官员无有不称职者。后出为瀛州刺史。入为侍中、并州大中正，迁尚书右仆射。延昌元年（512年）十月十八日，尚书右仆射郭祚兼任太子少师。郭祚一次随魏宣武帝临幸太子元诩的东宫，怀中特意装着黄瓜给太子吃；当时应诏左右赵桃弓深受宣武帝的信任，郭祚私下里巴结他，时人称他为“桃弓仆射”、黄少师”。延昌四年（515年），元诩即位为魏孝明帝后，七月，朝廷诏令郭祚为都督雍、岐、华三州诸军事，征西将军及雍州刺史，更望封侯，为征西大将军。郭祚和裴植都不满领军于忠专权，暗中劝高阳王元雍让他离开朝廷。于忠派人诬告郭祚、裴植犯罪。八月初五，裴植和郭祚以及都水使者杜陵韦隽都被赐死。年六十七岁。

## 住所
郭祚的住所位于洛阳城清阳门内御道北修梵寺以北的永和里，该里南北都有水池，是董卓所建造，至东魏时期都仍有水，冬天和夏天也不会枯竭。永和里有太傅录尚书长孙稚、尚书右仆射郭祚、吏部尚书邢峦、廷尉卿元洪超、卫尉卿许伯桃、凉州刺史尉聿等六个住宅，都是门户高大屋宇华美，馆舍宽阔壮丽，楸树和槐树的树荫遮蔽道路，桐树和杨树夹杂种植，当世称之为贵里。

## 延伸阅读
[在维基数据编辑]
 《魏書/卷64》，出自魏收《魏书》
 《北史·卷043》，出自李延壽《北史》